# Segunda división del fútbol de Rosario

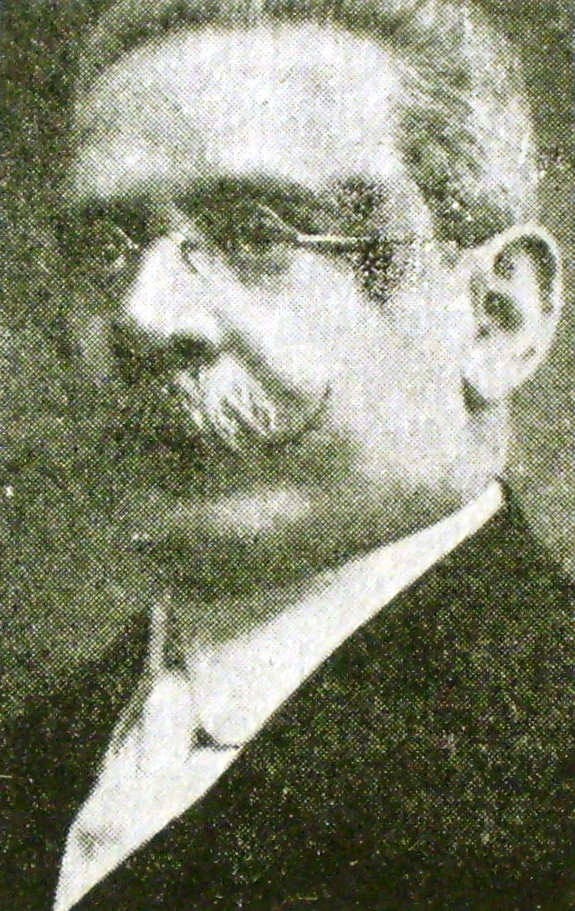
Santiago Pinasco

La segunda división del fútbol de Rosario (también conocida como Torneo Santiago Pinasco o Copa Pinasco) es un torneo de fútbol organizado por la Asociación Rosarina de Fútbol. Fue creado en el año 1905 por la Liga Rosarina de Fútbol (predecesora de la Asociación) y recibió su nombre en honor a Santiago Pinasco, el por entonces intendente de la ciudad de Rosario.
En los años 1905 y 1906 fue el torneo futbolístico de mayor importancia de la ciudad, aunque un campeonato de segunda división, detrás de la Copa de Competencia de AFA, que era disputada de forma directa por los equipos rosarinos.
En 1907 se creó la Copa Nicasio Vila, que se constituyó en el campeonato de primera división, cuyo ganador pasó a ser el representante de la Liga Rosarina en la referida Copa de Competencia. Así, la Copa Pinasco siguió siendo el campeonato de segunda división y, además, se creó la Copa Comercio, como torneo de tercera división.
Con el advenimiento del profesionalismo en Argentina, y la posterior afiliación de Rosario Central y Newell's Old Boys, los dos clubes más importantes, a los torneos nacionales de AFA en 1939, ha pasado a constituir, hasta la actualidad, un torneo amateur disputado por los clubes afiliados a la Asociación Rosarina de Fútbol. 
Reservado para aquellos clubes que militan actualmente en Segunda División rosarina, continúa disputándose aún hasta el día de hoy con la presencia de 24 instituciones. Los ganadores del torneo anual obtienen el derecho al ascenso al Torneo Gobernador Luciano Molinas.

## Historia

### Liga Rosarina de Fútbol (1905-1930)
El 30 de marzo de 1905 se creó la Liga Rosarina de Fútbol. Su organización surgió de una propuesta del presidente de Newell's Old Boys, Victor Heitz, quien convocó también a los representantes de Atlético del Rosario, Rosario Central y Atlético Argentino (hoy Gimnasia y Esgrima de Rosario) para sentar las bases de la nueva institución. 
La mencionada Liga tenía como principal objetivo la organización de un torneo, y para esto se consiguió una copa donada por el intendente de Rosario, Santiago Pinasco. Luego, en su honor, la competencia se denominó Copa Santiago Pinasco.
En su segunda reunión, la Liga decidió que de la Copa Pinasco no podrían participar aquellos jugadores que estuviesen disputando la Copa de Competencia que organizaba la Asociación Argentina de Football, mientras que en su tercer encuentro, celebrado el 26 de abril, se afiliaron dos nuevos clubes: Provincial y The Córdoba And Rosario Railway Athletic Club (luego Central Córdoba), completando así el sexteto de equipos que disputó el primer campeonato local.
En 1907, teniendo en cuenta el incremento que había tomado el fútbol debido al fervor que despertaba el deporte traído por los ingleses continuó en franca expansión durante el año 7. Tanto es así, que fue la temporada en la cual se agregaron dos campeonatos más. Para el de primera división se instituyó como premio la Copa Nicasio Vila, para el de segunda se delegó la ya existente Copa Pinasco.  En los años 1905 y 1906 fue el torneo futbolístico de mayor importancia de la ciudad otorgando el máximo galardón de primera división. Como se aclara en la Asociación Rosarina de Fútbol: "Cabe aclarar que Newell’s Old Boys ganó los dos primeros torneos oficiales cuando había una sola categoría. El trofeo que obtuvo por esos títulos fue la Copa Pinasco, que luego pasó a ser la que premió al campeón de segunda."

#### Primera copa de segunda división
En 1905 Santiago Pinasco, donó una copa llamada Challenger, que la gente llamó Pinasco. Se presentó en el hotel Britania el 30 de marzo de 1905.
El 7 de mayo, previo al comienzo del torneo, se realizó un encuentro amistoso entre Rosario Athletic y Rosario Central, que finalizó en empate.
El 21 de mayo, comenzado ya el torneo, se enfrentaron nuevamente ambos equipos, pero en esa oportunidad Rosario Central venció con un categórico 9:0. Esa misma jornada, Newell's Old Boys también venció a Atlético Argentino por 4:1.
El 18 de junio se jugó el primer clásico rosarino. El referí fue el mismísimo presidente de la Liga, Ricardo Le Bas. En aquella jornada Newell's Old Boys se impuso por 1:0, con gol de Faustino González.
El equipo favorito a ganar el torneo era Rosario Athletic, pero cuando Newell's Old Boys lo derrotó por un contundente 10:0, ya no quedaron dudas de que se llevaría la primera Copa. El 27 de agosto se consagró campeón, en condición de invicto, ganando ocho partidos y empatando solo dos, con 39 goles a favor y solo 4 en contra.
| Equipo                                 | Puntos |
| -------------------------------------- | ------ |
| Newell's Old Boys                      | 18     |
| Rosario Central                        | 15     |
| The Córdoba & Rosario Railway Athletic | 12     |
| Atlético Argentino                     | 9      |
| Rosario Athletic                       | 5      |
| Provincial                             | 4      |

### Asociación Rosarina de Fútbol (1931-1938)
En el año 1931 se crea la nueva Asociación Rosarina de Fútbol, y comienzan a disputarse los primeros campeonatos profesionales de Argentina. El campeonato rosarino recibiría el nombre de Torneo Gobernador Luciano Molinas, en honor al por entonces Gobernador de la provincia de Santa Fe, Luciano Molinas.
Dicho campeonato reemplazaría a la Copa Nicasio Vila, y la Copa Santiago Pinasco continuaría en disputa por parte de los equipos de la segunda división del fútbol rosarino.

### Asociación del Fútbol Argentino (1939-presente)
Tanto la Copa Santiago Pinasco como el Torneo Gobernador Luciano Molinas se continúan disputando al día de hoy, en forma amateur, con diversos equipos de la ciudad.
Para los casos de Newell's Old Boys, Rosario Central, Central Córdoba y Argentino de Rosario los mismos disputan dichos torneos con equipos alternativos. Esto se debe a que, en reconocimiento a sus méritos deportivos y a su importancia a nivel nacional, sus primeros equipos han sido afiliados "directamente" a la Asociación del Fútbol Argentino, disputando los campeonatos organizados por la misma. Es por esto que en la Asociación Rosarina (su liga de origen), presentan equipos alternativos conformados por futbolistas amateur.

## Campeones

### Segunda División Amateur
- 1905 Newell's Old Boys[15]
- 1906 Newell's Old Boys
- 1907 Tiro Federal
- 1908 Rosario Central
- 1909 Rosario Atlético
- 1910 Aprendices Rosarinos
- 1911 Provincial
- 1912 Argentino
- 1913 Atlantic Sportsmen
- 1914 Rosario Central
- 1915 Rosario Central
- 1916 Rosario Central
- 1917 Newell's Old Boys
- 1918 Tiro Federal
- 1919 Rosario Central
- 1920 Tiro Federal
- 1921 Newell's Old Boys
- 1922 Rosario Central
- 1923 Central Córdoba
- 1924 Calzada
- 1925 Tiro Federal
- 1926 Rosario Central
- 1927 Central Córdoba
- 1928 Central Córdoba
- 1929 Rosario Central
- 1930 Rosario Central
- 1931 Fisherton
- 1932 No terminó de disputarse
- 1933 Ascot
- 1934 No se jugó más

### Segunda División ARF
A continuación se listan todos los campeones de la Copa Santiago Pinasco desde que esta empezó a disputarse por la Asociación Rosarina de Fútbol
- 1961 Centro de Estudiantes
- 1962 Coronel Aguirre
- 1963 Celulosa Argentina

1964 a 1972 No se disputó el torneo
- 1973 Club Social y Deportivo Río Negro
- 1974 San Francisco Solano
- 1975 Pulgarcito Club
- 1976 Alumni de Soldini
- 1977 Defensores de Peñarol
- 1978[17] Club Atlético Americano
- 1979[17] Club Atlético Americano
- 1980 DCR Morning Star
- 1981 Defensores de Peñarol
- 1982 Fabrica Militar
- 1983 CI Oriental
- 1984 Garibaldi FC
- 1985 Tiro Suizo Rosario
- 1986 Deportivo San Roque
- 1987[18][19]Ateneo Pablo VI y Escuela de Fútbol Olympia
- 1988 No se disputó el Torneo.
- 1989 Unión Roque Sáenz Peña
- 1990 A.D.I.U.R.
- 1991 Defensores Unidos
- 1992 Frigorífico Paladini
- 1993 1.º de Mayo
- 1994 CI Los Unidos
- 1995[20] Club Social y Deportivo Lux
- 1996 Tiro Suizo Rosario
- 1997[21] U.S. Italiana y Tiro Federal
- 1998 Juan XXIII
- 1999 1.º de Mayo y Defensores Unidos[22]
- 2000[23] Coronel Aguirre y El Torito
- 2001 P. C. C. San Jose y 1.º de Mayo.
- 2002 Defensores Unidos y Club Agua y Energía
- 2003 Mitre de Pérez y Lavalle
- 2004 Botafogo y Morning Star
- 2005 Pablo VI y Escuela de Fútbol Olympia
- 2006 Sagrado Corazón, 7 de Septiembre y Social Lux
- 2007 1.º de Mayo y Alianza Sport
- 2008 CI Oriental y Jorge Grifa
- 2009 Unión de Álvarez (Campeón) y Río Negro
- 2010 Arijón y Juan XXIII
- 2011 Defensores Unidos y BANCO
- 2012 ADIUR y Pablo VI
- 2013 Rosario Central "B" (Campeón) - Ascensos: Arijón y Provincial
- 2014 Unión Americana y Central Córdoba
- 2015 Mitre de Pérez (Campeón) - Segundo ascenso: Argentino de Rosario
- 2016 General Paz (Campeón) - Segundo ascenso: Río Negro
- 2017 Morning Star (Campeón) - Segundo ascenso: Provincial
- 2018 Mitre de Pérez (Campeón) - Segundo ascenso: C.I. Arijón
- 2019